# Жаков, Михаил Петрович
Жаков Михаил Петрович (1893—1936) — комиссар народного образования Донецко-Криворожской советской республики.

## Биография
Биография этого наркома ДКСР наименее изучена. Некоторые мемуаристы называли его «ростовским рабочим».
Родился 8 ноября 1893 году в с. Старый Кувак . Учился в 1-м Казанском реальном училище. Во время учёбы в Казани присоединился к партии РСДРП, партийный псевдоним «Жук». В 1909 году исключён из училища и отдан под надзор. Вторично арестован в марте 1910 и после 4 месяцев заключения отдан под надзор полиции на два года. Вёл революционную работу под кличкой «Вибрион». В третий раз его арестовали в апреле 1912. 18 января 1913 года Казанский суд осудил Жакова по ст. 129-132 УУ, за хранение и распространение запрещённой литературы и агитацию. Михаил был сослан на поселение в Тутурскую волость Иркутской губернии.

### Сибирь
В 1914 году бежал из ссылки в Иркутск.
Вся его публичная деятельность связана с другим наркомом ДКР, Васильченко. Известно, что в 1915 они вдвоём отбывали ссылку в Иркутске (Жаков служил в городской лаборатории). Создал подпольный «Союз Сибирских рабочих» и нелегально выпустил два номера газеты «Пролетарий», за что летом 1915 года был арестован и находился в Иркутской тюрьме до революции.

### Ростов
Осенью 1917 года Жаков уже являлся одним из лидеров большевиков Ростова, настаивал на объединении Донской области с Донкривбассом, вместе с Васильченко издавал на Дону газету «Наше знамя». Являлся делегатом II-го Всероссийского съезда Советов, который провозгласил победу Октябрьской революции. Ему приписывают фразу, произнесённую осенью 1917: «Мы утопим в крови Каледина, если он пойдёт на Ростов». Однако убежать из Ростова пришлось Жакову, который вместе с Васильченко прибыл в Харьков.

### Народный комиссар образования ДКСР
В 1918 он один из редакторов «Донецкого пролетария», нарком образования ДКР. На IV областном съезде Жаков собственноручно набросал несколько вариантов схем структуры наркомата. На заседании областного комитета ДКР 18 февраля предложенная Жаковом структура была утверждена. В марте вместе с Васильченко, Филовым вышел из Совнаркома, протестуя против вхождения ДКР в состав Украинской ССР.

### РСФСР
В конце 1918 г. уже появляется в Казани. С 1921 г. в Ростове служил в обкоме. С 1922 с перерывами, вызванными арестами — на преподавательской работе в Институте истории Комакадемии, автор воспоминания о революции, книги по доклассовой истории. С 1923 года преподаватель УТК до середины 1927 г. В этот же период лидер троцкистской оппозиции Хамовнического района города Москвы.
В 1928 был исключён из партии за троцкизм, восстановлен в партии и в институте в 1929 после личного приёма у Сталина.
Протокол допроса 29 мая 1936 года. Расстрелян в 1936 году как «матёрый троцкист», «террорист» и «критик теории Энгельса о происхождении первобытного общества».

## Семья
Брат: Жаков Анатолий Петрович (1895—?) — преподаватель УТК до 1927 г. Член троцкистской оппозиции. Репрессирован.

## Творчество
- М. Жаков. Справочная книжка по марксистскому самообразованию. — М.: Московский рабочий, 1923.
- М. Жаков. Отражение феодализма в «Мен Дзы». — М., 1927.